# Amore, dolore e allegria
Amore, dolore e allegria o Amore e dolore e tutto quel dannato pasticcio  (Love and Pain and the Whole Damn Thing) è un film del 1973 diretto da Alan J. Pakula.